# Discosomatidae
Discosomatidae é uma família de cnidários antozoários da ordem Corallimorpharia, que estão mais relacionados com as anêmonas do que os corais. Popularmente são conhecidos como cogumelos-do-mar, por conta de seu formato de disco achatado que lembra um cogumelo.

## Géneros
- Amplexidiscus Dunn & Hamner, 1980
- Discosoma Rüppell & Leuckart, 1828
- Metarhodactis Carlgren, 1943
- Paradiscosoma Carlgren, 1900[2]
- Rhodactis Milne Edwards & Haime, 1851